# Дружба (Фёдоровский район)
Дружба (каз. Достык) — упразднённое село в Фёдоровском районе Костанайской области Казахстана. Ликвидировано в 2008 году. Входило в состав Первомайского сельского округа.

## Население
В 1999 году население села составляло 212 человек (97 мужчин и 115 женщин).